# Pont-Trambouze
Pont-Trambouze foi uma comuna francesa na região administrativa de Auvérnia-Ródano-Alpes, no departamento de Ródano. Estendia-se por uma área de 4,06 km². Em 2010 a comuna tinha 515 habitantes (densidade: 126,8 hab./km²).
Em 1 de janeiro de 2016, passou a formar parte da nova comuna de Cours.